# De Palma (film)
De Palma è un documentario del 2015 diretto da Noah Baumbach e Jake Paltrow sul regista e sceneggiatore Brian De Palma presentato fuori concorso alla 72ª Mostra internazionale d'arte cinematografica di Venezia.